# Edipo
Edipo (in greco antico: Οἰδίπους?, Oidípūs, che significa "dai piedi gonfi" da οἶδος òidos "rigonfiamento" e πούς pūs "piede"; in latino Oedĭpus) è un eroe della mitologia greca.

## Il mito

### La nascita e il destino di Edipo
Laio, marito di Giocasta e re di Tebe, era afflitto dalla mancanza di un erede: consultò quindi in segreto l'oracolo di Delfi, che gli spiegò come quella che sembrava una disgrazia, fosse in realtà una benedizione, dato che suo figlio non soltanto l'avrebbe ucciso, ma avrebbe anche sposato la madre, dando inizio a uno spaventoso susseguirsi di disgrazie che avrebbero provocato la rovina della casa. Sperando di salvarsi, Laio ripudiò la moglie senza spiegazioni, ma, ubriacandolo, Giocasta riuscì a giacere con lui per una notte.

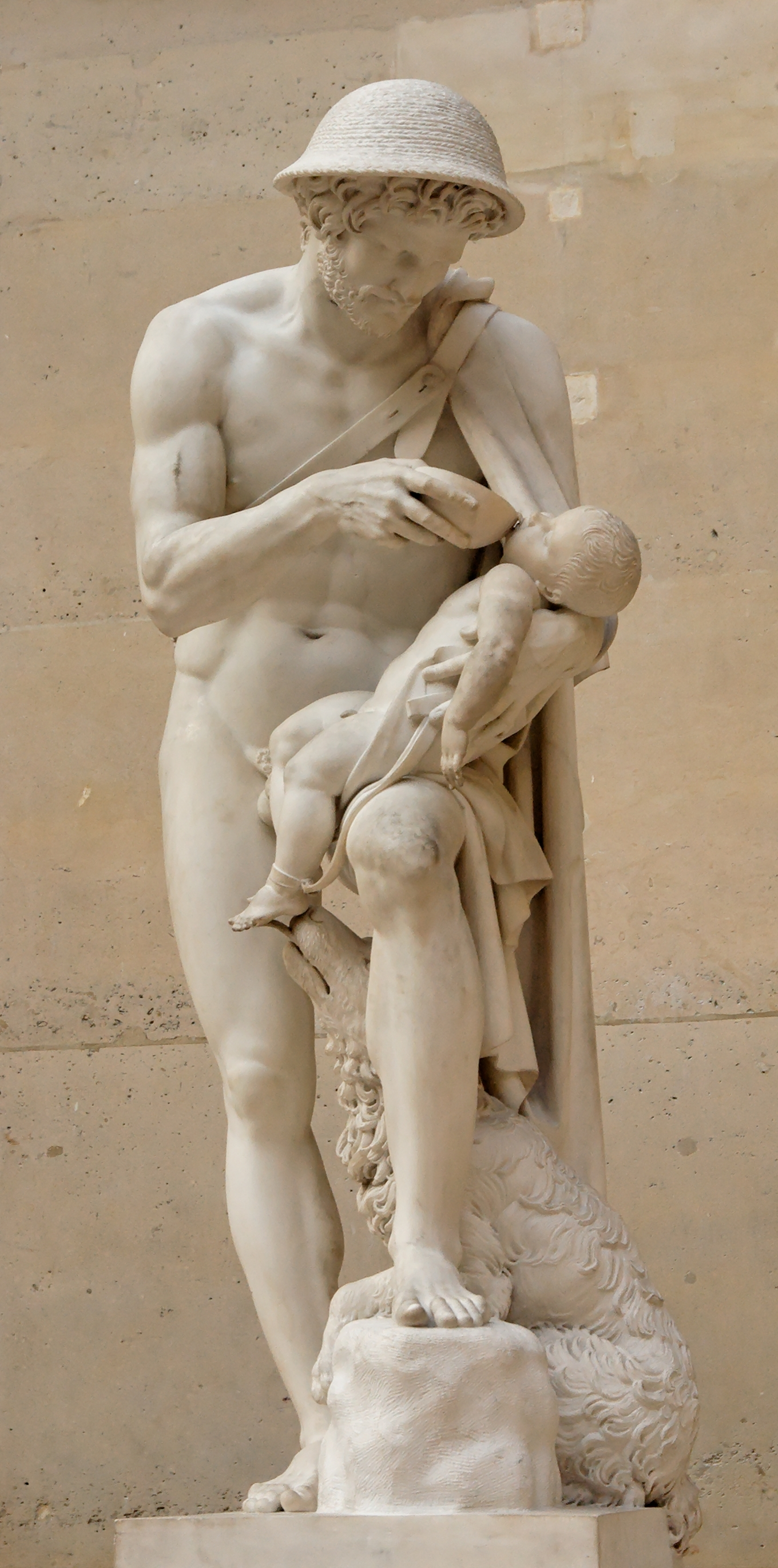
Forbante, capo pastore dei greggi di re Polibo di Corinto, rifocilla e salva la vita a Edipo sul Monte Citerone. Scultura di Antoine-Denis Chaudet.

Quando, nove mesi dopo, la donna partorì un bambino, per evitare il compimento dell'oracolo, Laio lo strappò dalle braccia della nutrice, gli fece forare le caviglie per farvi passare una cinghia e lo fece "esporre" (lo abbandonò cioè in una foresta) da un servo; il piccolo venne poi trovato dal pastore Forbante che lo portò da Peribea, moglie del re di Corinto Polibo, presso la cui corte il bimbo crebbe credendo di essere figlio del re. Al bambino venne dato il nome Edipo, che in greco vuol dire "piede gonfio", a causa delle ferite che aveva nelle caviglie.
Anni dopo, un nemico di Edipo, volendolo offendere, gli disse che lui non era figlio di Polibo, ma un trovatello: turbato, il giovane interrogò il re di Corinto, che, dopo molte reticenze, mentì dicendogli che quella non era affatto la verità. Edipo, ancora incerto, stabilì di interrogare l'oracolo di Delfi per sapere chi fossero i suoi genitori, ma quando giunse al santuario, la Pizia, inorridita, lo cacciò predicendogli che avrebbe ucciso il padre e sposato sua madre. Edipo, atterrito dal vaticinio, decise di non tornare mai più a Corinto e di recarsi invece a Tebe.
Durante il cammino verso la Focide, Edipo si imbatté in un cocchio guidato da Laio e diretto al santuario delfico per chiedere alla Pizia come liberare Tebe dalle calamità che la tormentavano (in particolare una Sfinge imponeva indovinelli a chi passava e, se l'interrogato non riusciva a rispondere, lo divorava): vedendo il giovane l'araldo di Laio, Polifonte (o Polipete), gli ordinò di lasciare passare il re, ma poiché Edipo non obbediva Polifonte uccise uno dei suoi cavalli e avanzò con il carro ferendogli un piede; incollerito, Edipo balzò sul cocchiere uccidendolo mentre Laio si trovò incastrato nelle redini dei cavalli ed Edipo, gettatolo a terra e frustate le bestie, lo trascinò nella polvere fino a ucciderlo. La prima parte della profezia si era compiuta.
Alla notizia della morte di Laio, i tebani elessero come re Creonte, fratello di Giocasta, il quale fece annunciare che avrebbe ceduto il trono e dato in moglie la sorella a colui che avesse risolto l'enigma della sfinge.

### L'enigma della Sfinge

Cratere attico con Edipo di fronte alla Sfinge e attorniato da tebani (Museo archeologico nazionale delle Marche)

Edipo giunse quindi a Tebe e incontrò la Sfinge accovacciata sul monte Ficio: la creatura, figlia di Tifone e di Echidna, era un mostro con la testa di donna, il corpo di leone, una coda di serpente e ali di rapace ed era stata inviata contro i tebani da Era perché in passato Laio aveva rapito e violentato Crisippo, figlio del re Pelope, il quale si era poi suicidato.
A ogni passante la creatura esponeva un enigma insegnatole dalle Muse: «Qual è l'essere che cammina ora a quattro gambe, ora a due, ora a tre e che, contrariamente alla legge generale, più gambe ha più mostra la propria debolezza?»; esisteva anche un altro enigma: «Esistono due sorelle, delle quali l'una genera l'altra, e delle quali la seconda, a sua volta, genera la prima. Chi sono?». Una versione forse più antica raccontava che ogni giorno i Tebani si incontravano nella piazza della città per cercare di risolvere in comune l'indovinello e ogni giorno, a conclusione della seduta, la Sfinge divorava uno di essi.

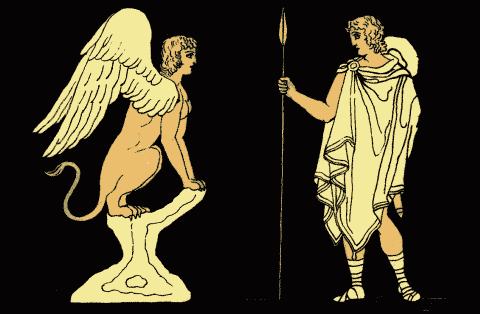
Edipo e la Sfinge, da un'illustrazione del 1879 da Stories from the Greek Tragedians di Alfred Church

Dopo avere ascoltato gli enigmi Edipo comprese quali erano le risposte: quella al primo indovinello era l'uomo, perché esso cammina durante l'infanzia a quattro gambe, poi a due e infine si appoggia a un bastone nella vecchiaia; al secondo erano il Giorno e la Notte. La Sfinge, indispettita, si precipitò dall'alto della rupe sulla quale era appollaiata mentre, secondo altre versioni, fu Edipo stesso a spingerla nell'abisso. Creonte, soddisfatto dell'impresa e soprattutto di vedere vendicata la morte di suo figlio, cedette il trono a Edipo, il quale sposò Giocasta andando ad avverare fino in fondo la tremenda profezia: dalla loro unione nacquero due maschi, Eteocle e Polinice, e due femmine, Antigone e Ismene.
Dopo un lungo e felice periodo di regno, la peste si abbatté sulla città di Tebe ed Edipo inviò Creonte a chiedere all'oracolo di Delfi la ragione di quel flagello: Creonte ritornò riportando la risposta della Pizia secondo cui la peste sarebbe cessata soltanto se la morte di Laio fosse stata vendicata. Edipo pronunciò allora contro l'autore di quel delitto una maledizione condannandolo all'esilio e poi interrogò l'indovino Tiresia per chiedergli chi fosse il colpevole. Tiresia, che grazie alle sue facoltà era a conoscenza della verità, tentò di evitare la risposta e così Edipo sospettò che lo stesso Tiresia e Creonte fossero gli autori del delitto.
Giocasta mise quindi in discussione la chiaroveggenza di Tiresia e a prova di ciò riportò la profezia che lui stesso aveva fatto: Laio doveva infatti morire per mano del figlio ma era stato ucciso dai briganti a un trivio. Edipo temette quindi di essere l'assassino di Laio e si fece descrivere il precedente re e la carovana che lo portava, quando giunse da Corinto un araldo che lo informò della morte dell'uomo che lui credeva suo padre, Polibo. Giocasta ed Edipo credettero così che la profezia fosse stata scongiurata, ma l'araldo disse a Edipo che in realtà Polibo non era suo padre: ormai scoperta la tremenda verità Giocasta si impiccò ed Edipo si trafisse gli occhi con la spilla della moglie-madre.

### L'esilio e la fine di Edipo
Per qualche tempo Creonte, rieletto re, tenne nascosta la vicenda finché i due figli di Edipo, Eteocle e Polinice, scoperta la verità gli chiesero di cacciarlo da Tebe: disgustato dal loro comportamento, Edipo li maledisse predicendo loro che si sarebbero divisi e sarebbero morti l'uno per mano dell'altro; successivamente l'ex re, accompagnato dalle figlie, cominciò a peregrinare per il Paese chiedendo l'elemosina.

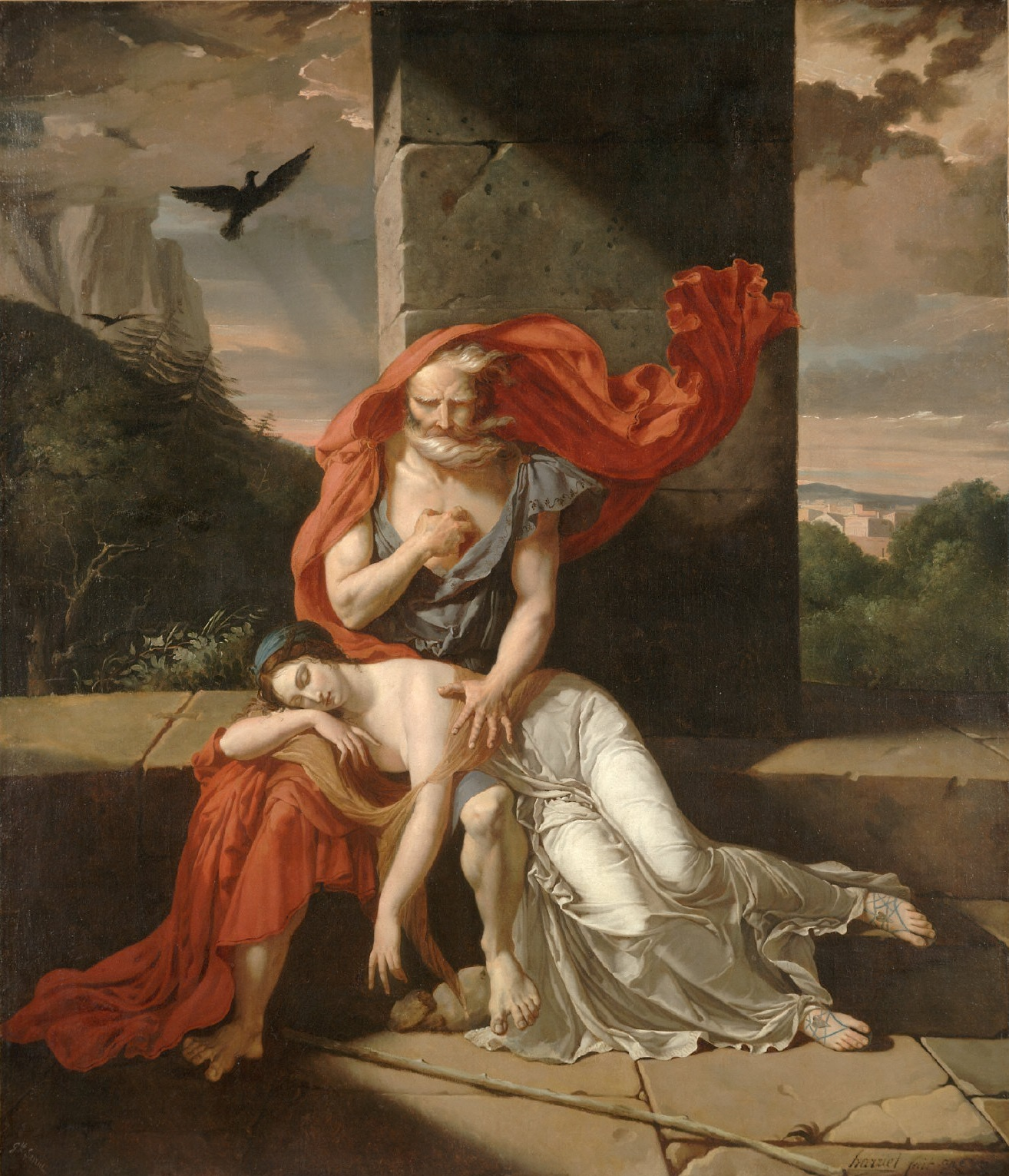
Edipo a Colono, accompagnato da Antigone, dipinto di Fulchran-Jean Harriet, 1798.

Dopo lunghi anni in cui vagò per tutta la Grecia, Edipo giunse infine con le figlie a Colono presso il bosco dedicato alle Erinni, nel quale si addentrò per attendere la morte: ebbe così modo di trovare Teseo, il giusto e sapiente re di Atene, che lo confortò e lo accolse ospitalmente nella sua reggia. Avendo un oracolo dichiarato che il paese che avesse accolto la tomba di Edipo sarebbe stato benedetto dagli dei, Creonte cercò di convincere Edipo a tornare a Tebe ma l'ex re si rifiutò in modo che la benedizione legata alla sua morte andasse a ripagare l'ospitalità di Teseo.
Poiché aveva saputo che la fine gli sarebbe stata annunciata da tuoni e fulmini, al primo tuono fece chiamare Teseo: assieme a lui Edipo giunse nei pressi di un abisso, presso il quale alcuni gradini di bronzo conducevano agli Inferi. Edipo si sedette, si tolse gli abiti sporchi, si fece lavare e vestire dalle figlie e con loro intonò il lamento funebre; appena terminato il canto si sentì la voce di un dio che chiamava Edipo e subito dopo risuonò un altro tuono, così forte che Teseo si coprì la faccia con il mantello. Quando tolse le mani dagli occhi, Edipo non c'era più.

## Edipo nella psicoanalisi
L'Edipo re viene citato a proposito di uno dei più importanti concetti elaborati dallo psicoanalista Sigmund Freud, denominato complesso di Edipo. Esso descrive le pulsioni, anche di tipo sessuale, di ogni maschio nei confronti dei genitori, in particolare in età infantile, e può essere descritto come un desiderio di possesso esclusivo nei confronti del genitore dell'altro sesso, accompagnato conseguentemente dal desiderio di morte e di sostituzione del genitore dello stesso sesso. Per quanto riguarda le donne, è stato elaborato il concetto parallelo di complesso di Elettra.

## Genealogia
|         |         |         |         |         |         |         |         |         |         |       |       | Cadmo    | Cadmo    | Cadmo    | Cadmo    | Cadmo    | Cadmo    |          |          | Armonia  | Armonia  | Armonia  | Armonia  | Armonia  | Armonia  |      |      |        |        |        |        |        |        |     |     |          |          |          |          |          |          |          |          |          |          |  |  |         |         |         |         |         |         |         |         |         |         |         |         |         |         |  |  |          |          |          |          |          |          |  |  |  |  |  |  |  |  |  |  |  |  |  |  |  |  |  |  |  |  |  |  |  |  |  |  |  |  |  |  |
|         |         |         |         |         |         |         |         |         |         |       |       | Cadmo    | Cadmo    | Cadmo    | Cadmo    | Cadmo    | Cadmo    |          |          | Armonia  | Armonia  | Armonia  | Armonia  | Armonia  | Armonia  |      |      |        |        |        |        |        |        |     |     |          |          |          |          |          |          |          |          |          |          |  |  |         |         |         |         |         |         |         |         |         |         |         |         |         |         |  |  |          |          |          |          |          |          |  |  |  |  |  |  |  |  |  |  |  |  |  |  |  |  |  |  |  |  |  |  |  |  |  |  |  |  |  |  |
|         |         |         |         |         |         |         |         |         |         |       |       |          |          |          |          |          |          |          |          |          |          |          |          |          |          |      |      |        |        |        |        |        |        |     |     |          |          |          |          |          |          |          |          |          |          |  |  |         |         |         |         |         |         |         |         |         |         |         |         |         |         |  |  |          |          |          |          |          |          |  |  |  |  |  |  |  |  |  |  |  |  |  |  |  |  |  |  |  |  |  |  |  |  |  |  |  |  |  |  |
|         |         |         |         |         |         |         |         |         |         |       |       |          |          |          |          |          |          |          |          |          |          |          |          |          |          |      |      |        |        |        |        |        |        |     |     |          |          |          |          |          |          |          |          |          |          |  |  |         |         |         |         |         |         |         |         |         |         |         |         |         |         |  |  |          |          |          |          |          |          |  |  |  |  |  |  |  |  |  |  |  |  |  |  |  |  |  |  |  |  |  |  |  |  |  |  |  |  |  |  |
|         |         |         |         |         |         |         |         |         |         |       |       |          |          |          |          |          |          |          |          |          |          |          |          |          |          |      |      |        |        |        |        |        |        |     |     |          |          |          |          |          |          |          |          |          |          |  |  |         |         |         |         |         |         |         |         |         |         |         |         |         |         |  |  |          |          |          |          |          |          |  |  |  |  |  |  |  |  |  |  |  |  |  |  |  |  |  |  |  |  |  |  |  |  |  |  |  |  |  |  |
| Echione | Echione | Echione | Echione | Echione | Echione |         |         | Agave   | Agave   | Agave | Agave | Agave    | Agave    |          |          | Semele   | Semele   | Semele   | Semele   | Semele   | Semele   |          |          | Zeus     | Zeus     | Zeus | Zeus | Zeus   | Zeus   |        |        | Ino    | Ino    | Ino | Ino | Ino      | Ino      |          |          | Atamante | Atamante | Atamante | Atamante | Atamante | Atamante |  |  | Autonoe | Autonoe | Autonoe | Autonoe | Autonoe | Autonoe |         |         | Aristeo | Aristeo | Aristeo | Aristeo | Aristeo | Aristeo |  |  | Polidoro | Polidoro | Polidoro | Polidoro | Polidoro | Polidoro |  |  |  |  |  |  |  |  |  |  |  |  |  |  |  |  |  |  |  |  |  |  |  |  |  |  |  |  |  |  |
| Echione | Echione | Echione | Echione | Echione | Echione |         |         | Agave   | Agave   | Agave | Agave | Agave    | Agave    |          |          | Semele   | Semele   | Semele   | Semele   | Semele   | Semele   |          |          | Zeus     | Zeus     | Zeus | Zeus | Zeus   | Zeus   |        |        | Ino    | Ino    | Ino | Ino | Ino      | Ino      |          |          | Atamante | Atamante | Atamante | Atamante | Atamante | Atamante |  |  | Autonoe | Autonoe | Autonoe | Autonoe | Autonoe | Autonoe |         |         | Aristeo | Aristeo | Aristeo | Aristeo | Aristeo | Aristeo |  |  | Polidoro | Polidoro | Polidoro | Polidoro | Polidoro | Polidoro |  |  |  |  |  |  |  |  |  |  |  |  |  |  |  |  |  |  |  |  |  |  |  |  |  |  |  |  |  |  |
|         |         |         |         |         |         |         |         |         |         |       |       |          |          |          |          |          |          |          |          |          |          |          |          |          |          |      |      |        |        |        |        |        |        |     |     |          |          |          |          |          |          |          |          |          |          |  |  |         |         |         |         |         |         |         |         |         |         |         |         |         |         |  |  |          |          |          |          |          |          |  |  |  |  |  |  |  |  |  |  |  |  |  |  |  |  |  |  |  |  |  |  |  |  |  |  |  |  |  |  |
|         |         |         |         | Penteo  | Penteo  | Penteo  | Penteo  | Penteo  | Penteo  |       |       |          |          |          |          |          |          |          |          | Dioniso  | Dioniso  | Dioniso  | Dioniso  | Dioniso  | Dioniso  |      |      |        |        |        |        |        |        |     |     | Palemone | Palemone | Palemone | Palemone | Palemone | Palemone |          |          |          |          |  |  |         |         |         |         | Atteone | Atteone | Atteone | Atteone | Atteone | Atteone |         |         |         |         |  |  | Labdaco  | Labdaco  | Labdaco  | Labdaco  | Labdaco  | Labdaco  |  |  |  |  |  |  |  |  |  |  |  |  |  |  |  |  |  |  |  |  |  |  |  |  |  |  |  |  |  |  |
|         |         |         |         | Penteo  | Penteo  | Penteo  | Penteo  | Penteo  | Penteo  |       |       |          |          |          |          |          |          |          |          | Dioniso  | Dioniso  | Dioniso  | Dioniso  | Dioniso  | Dioniso  |      |      |        |        |        |        |        |        |     |     | Palemone | Palemone | Palemone | Palemone | Palemone | Palemone |          |          |          |          |  |  |         |         |         |         | Atteone | Atteone | Atteone | Atteone | Atteone | Atteone |         |         |         |         |  |  | Labdaco  | Labdaco  | Labdaco  | Labdaco  | Labdaco  | Labdaco  |  |  |  |  |  |  |  |  |  |  |  |  |  |  |  |  |  |  |  |  |  |  |  |  |  |  |  |  |  |  |
|         |         |         |         | Oclaso  |         |         |         |         |         |       |       |          |          |          |          |          |          |          |          |          |          |          |          |          |          |      |      |        |        |        |        |        |        |     |     |          |          |          |          |          |          |          |          |          |          |  |  |         |         |         |         |         |         |         |         |         |         |         |         |         |         |  |  |          |          |          |          |          |          |  |  |  |  |  |  |  |  |  |  |  |  |  |  |  |  |  |  |  |  |  |  |  |  |  |  |  |  |  |  |
|         |         |         |         |         |         |         |         |         |         |       |       |          |          |          |          |          |          |          |          |          |          |          |          |          |          |      |      |        |        |        |        |        |        |     |     |          |          |          |          |          |          |          |          |          |          |  |  |         |         |         |         |         |         |         |         |         |         |         |         |         |         |  |  |          |          |          |          |          |          |  |  |  |  |  |  |  |  |  |  |  |  |  |  |  |  |  |  |  |  |  |  |  |  |  |  |  |  |  |  |
|         |         |         |         |         |         |         |         |         |         |       |       |          |          |          |          |          |          |          |          |          |          |          |          |          |          |      |      |        |        |        |        |        |        |     |     |          |          |          |          |          |          |          |          |          |          |  |  |         |         |         |         |         |         |         |         |         |         |         |         |         |         |  |  |          |          |          |          |          |          |  |  |  |  |  |  |  |  |  |  |  |  |  |  |  |  |  |  |  |  |  |  |  |  |  |  |  |  |  |  |
|         |         |         |         | Meneceo |         |         |         |         |         |       |       |          |          |          |          |          |          |          |          |          |          |          |          |          |          |      |      |        |        |        |        |        |        |     |     |          |          |          |          |          |          |          |          |          |          |  |  |         |         |         |         |         |         |         |         |         |         |         |         |         |         |  |  |          |          |          |          |          |          |  |  |  |  |  |  |  |  |  |  |  |  |  |  |  |  |  |  |  |  |  |  |  |  |  |  |  |  |  |  |
|         |         |         |         |         |         |         |         |         |         |       |       |          |          |          |          |          |          |          |          |          |          |          |          |          |          |      |      |        |        |        |        |        |        |     |     |          |          |          |          |          |          |          |          |          |          |  |  |         |         |         |         |         |         |         |         |         |         |         |         |         |         |  |  |          |          |          |          |          |          |  |  |  |  |  |  |  |  |  |  |  |  |  |  |  |  |  |  |  |  |  |  |  |  |  |  |  |  |  |  |
|         |         |         |         |         |         |         |         |         |         |       |       |          |          |          |          |          |          |          |          |          |          |          |          |          |          |      |      |        |        |        |        |        |        |     |     |          |          |          |          |          |          |          |          |          |          |  |  |         |         |         |         |         |         |         |         |         |         |         |         |         |         |  |  |          |          |          |          |          |          |  |  |  |  |  |  |  |  |  |  |  |  |  |  |  |  |  |  |  |  |  |  |  |  |  |  |  |  |  |  |
|         |         |         |         | Creonte | Creonte | Creonte | Creonte | Creonte | Creonte |       |       |          |          | Giocasta | Giocasta | Giocasta | Giocasta | Giocasta | Giocasta |          |          | Laio     | Laio     | Laio     | Laio     | Laio | Laio |        |        |        |        |        |        |     |     |          |          |          |          |          |          |          |          |          |          |  |  |         |         |         |         |         |         |         |         |         |         |         |         |         |         |  |  |          |          |          |          |          |          |  |  |  |  |  |  |  |  |  |  |  |  |  |  |  |  |  |  |  |  |  |  |  |  |  |  |  |  |  |  |
|         |         |         |         | Creonte | Creonte | Creonte | Creonte | Creonte | Creonte |       |       |          |          | Giocasta | Giocasta | Giocasta | Giocasta | Giocasta | Giocasta |          |          | Laio     | Laio     | Laio     | Laio     | Laio | Laio |        |        |        |        |        |        |     |     |          |          |          |          |          |          |          |          |          |          |  |  |         |         |         |         |         |         |         |         |         |         |         |         |         |         |  |  |          |          |          |          |          |          |  |  |  |  |  |  |  |  |  |  |  |  |  |  |  |  |  |  |  |  |  |  |  |  |  |  |  |  |  |  |
|         |         |         |         |         |         |         |         |         |         |       |       |          |          |          |          |          |          |          |          |          |          |          |          |          |          |      |      |        |        |        |        |        |        |     |     |          |          |          |          |          |          |          |          |          |          |  |  |         |         |         |         |         |         |         |         |         |         |         |         |         |         |  |  |          |          |          |          |          |          |  |  |  |  |  |  |  |  |  |  |  |  |  |  |  |  |  |  |  |  |  |  |  |  |  |  |  |  |  |  |
|         |         |         |         |         |         |         |         |         |         |       |       |          |          |          |          |          |          |          |          |          |          |          |          |          |          |      |      |        |        |        |        |        |        |     |     |          |          |          |          |          |          |          |          |          |          |  |  |         |         |         |         |         |         |         |         |         |         |         |         |         |         |  |  |          |          |          |          |          |          |  |  |  |  |  |  |  |  |  |  |  |  |  |  |  |  |  |  |  |  |  |  |  |  |  |  |  |  |  |  |
|         |         |         |         |         |         |         |         |         |         | Edipo |       |          |          |          |          |          |          |          |          |          |          |          |          |          |          |      |      |        |        |        |        |        |        |     |     |          |          |          |          |          |          |          |          |          |          |  |  |         |         |         |         |         |         |         |         |         |         |         |         |         |         |  |  |          |          |          |          |          |          |  |  |  |  |  |  |  |  |  |  |  |  |  |  |  |  |  |  |  |  |  |  |  |  |  |  |  |  |  |  |
|         |         |         |         |         |         |         |         |         |         |       |       |          |          |          |          |          |          |          |          |          |          |          |          |          |          |      |      |        |        |        |        |        |        |     |     |          |          |          |          |          |          |          |          |          |          |  |  |         |         |         |         |         |         |         |         |         |         |         |         |         |         |  |  |          |          |          |          |          |          |  |  |  |  |  |  |  |  |  |  |  |  |  |  |  |  |  |  |  |  |  |  |  |  |  |  |  |  |  |  |
|         |         |         |         |         |         |         |         |         |         |       |       |          |          |          |          |          |          |          |          |          |          |          |          |          |          |      |      |        |        |        |        |        |        |     |     |          |          |          |          |          |          |          |          |          |          |  |  |         |         |         |         |         |         |         |         |         |         |         |         |         |         |  |  |          |          |          |          |          |          |  |  |  |  |  |  |  |  |  |  |  |  |  |  |  |  |  |  |  |  |  |  |  |  |  |  |  |  |  |  |
|         |         |         |         |         |         |         |         |         |         |       |       |          |          |          |          |          |          |          |          |          |          |          |          |          |          |      |      |        |        |        |        |        |        |     |     |          |          |          |          |          |          |          |          |          |          |  |  |         |         |         |         |         |         |         |         |         |         |         |         |         |         |  |  |          |          |          |          |          |          |  |  |  |  |  |  |  |  |  |  |  |  |  |  |  |  |  |  |  |  |  |  |  |  |  |  |  |  |  |  |
|         |         |         |         | Eteocle | Eteocle | Eteocle | Eteocle | Eteocle | Eteocle |       |       | Polinice | Polinice | Polinice | Polinice | Polinice | Polinice |          |          | Antigone | Antigone | Antigone | Antigone | Antigone | Antigone |      |      | Ismene | Ismene | Ismene | Ismene | Ismene | Ismene |     |     |          |          |          |          |          |          |          |          |          |          |  |  |         |         |         |         |         |         |         |         |         |         |         |         |         |         |  |  |          |          |          |          |          |          |  |  |  |  |  |  |  |  |  |  |  |  |  |  |  |  |  |  |  |  |  |  |  |  |  |  |  |  |  |  |

## Edipo nell'arte

### Pittura
- Jean-Auguste-Dominique Ingres, Edipo e la Sfinge (1827) - Museo del Louvre, Parigi
- Gustave Moreau, Edipo e la Sfinge (1864) - Metropolitan Museum, New York

### Letteratura
- Edipo (Oedipe) di Pierre Corneille
- Edipo di Francisco Martínez De La Rosa
- Edipo (Oedipus) di John Dryden e Nathaniel Lee
- Edipo di Eschilo (opera perduta)
- Edipo di Euripide (opera perduta)
- Edipo (Oédipus) di Lucio Anneo Seneca il giovane
- Edipo (Oedipe) di Voltaire
- Edipo a Colono di Sofocle
- Edipo e la Sfinge di Hugo von Hofmannsthal
- Edipo nel bosco delle Eumenidi di Giovanni Battista Niccolini
- Edipo re di Sofocle
- Edipo di Emanuele Tesauro
- Edippo - Tragedia di Giovanni Andrea Dell'Anguillara
- L'Edipo romantico di August von Platen-Hallermünden
- Edipodia (opera perduta), poema epico forse di Cinetone di Sparta
- Tebaide di Stazio
- La machine infernale di Jean Cocteau.
- Mes Oedipes di Jacqueline Harpman.
- La morte della Pizia di Friedrich Dürrenmatt.
- Edipo sulla strada di Henry Bauchau

Anche il dramma di Pedro Calderón de la Barca La vita è sogno è riconducibile, pur con alcuni elementi traslati verso il Cristianesimo, alla vicenda di Edipo.

### Musica
- Edipo (Oedipus) di Henry Purcell per l'Edipo re di Sofocle
- Oedipe, opera di George Enescu in quattro atti, libretto di Edmond Fleg
- Edipo a Colono di Flor Alpaerts, musiche di scena per l'Edipo a Colono di Sofocle
- Edipo a Colono di Felix Mendelssohn Bartholdy, musiche di scena per l'Edipo a Colono di Sofocle
- Edipo a Colono di Heinrich Bellermann, musiche di scena per l'Edipo a Colono di Sofocle
- Edipo a Colono di Eduard Lassen, musiche di scena per l'Edipo a Colono di Sofocle
- Edipo a Colono di Frank Martin, musiche di scena per l'Edipo a Colono di Sofocle
- Edipo a Colono di Joseph Guy Ropartz, musiche di scena per l'Edipo a Colono di Sofocle
- Edipo a Colono di Gioachino Rossini, musiche di scena per l'Edipo a Colono di Sofocle
- Edipo a Colono di Antonio Maria Gaspare Sacchini, musiche di scena per l'Edipo a Colono di Sofocle
- Edipo a Colono di Nicola Antonio Zingarelli, musiche di scena per l'Edipo a Colono di Sofocle
- Edipo ad Atene di Modest Petrovič Musorgskij
- Edipo re di Eduard Lassen, musiche di scena per l'Edipo re di Sofocle
- Edipo re di Ruggero Leoncavallo
- Edipo re di Ildebrando Pizzetti, musiche di scena per l'Edipo re di Sofocle
- Edipo re di Max von Schillings
- Edipo re di Charles Villiers Stanford
- Edipo re (Oedipus Rex), opera-oratorio di Igor' Fëdorovič Stravinskij, libretto di Jean Cocteau

### Cinema
- Edipo re di Giuseppe De Liguoro (1910)
- Edipo re di Pier Paolo Pasolini (1967)
- Edipo Sindaco di Jorge Alì Triana (1996)
- Edipo relitto di Woody Allen (1989), contenuto in New York Stories